# Nombre 144
El nombre 144 (CXLIV) és el nombre natural que segueix el nombre 143 i precedeix el nombre 145.
La seva representació binària és 10010000, la representació octal 220 i l'hexadecimal 90.
La seva factorització en nombres primers és 24×3²; altres factoritzacions són 1×144 = 2×72 = 3×48 = 4×36 = 6×24 = 8×18 = 9×16 = 12². És el quadrat de 12.
- Es pot representar com a la suma de dos nombres primers consecutius: 71 + 73 = 144.
- Un conjunt de 144 objectes, dotze dotzenes, s'anomena una grossa.[2]
- La cinquena potència de 144 és la més petita que es pot expressar com a suma de només 4 cinquenes potències, 144⁵ = 27⁵ + 84⁵ + 110⁵ + 133⁵, infirmant una conjectura d'Euler que deia que una potència enèsima no podia ser suma de menys de n potències enèsimes.[cal citació]
- És el més gran dels quadrats dins la successió de Fibonacci, i l'únic a banda de l'1.[3][4]
- És un nombre d'Erdős-Woods.[5]